# 6 Pułk Zmechanizowany Legionów
6 pułk zmechanizowany Legionów – oddział zmechanizowany Sił Zbrojnych RP. Istniał w okresie transformacji ustrojowej.
W 1989, w związku ze zmianami restrukturyzacyjnymi w Wojsku Polskim 49 pułk zmechanizowany z Wałcza przyjął nazwę rozformowywanego 6 pułku zmechanizowanego z Częstochowy. Przeformowano również jego strukturę na pułk zunifikowany. Wchodził w skład 2 Pomorskiej Dywizji Zmechanizowanej.
Z dniem 1 lipca 1995, w wyniku kolejnej restrukturyzacji wojsk, na bazie pułku powstała 2 Brygada Zmechanizowana Legionów im. Marszałka Józefa Piłsudskiego.

## Tradycje
6 pułk zmechanizowany w Wałczu jako kontynuator tradycji sformowanego w sierpniu 1943 w Sielcach nad Oką 6 pułku piechoty 2 Dywizji Piechoty im. J.H. Dąbrowskiego.
3 maja 1991 w Warszawie w czasie uroczystej odprawy wart przed Grobem Nieznanego Żołnierza, 6 pułkowi zmechanizowanemu został wręczony symbolicznie historyczny sztandar 6 pułku piechoty Legionów im. Marszałka Józefa Piłsudskiego, a 28 maja tegoż roku w pułku odbyła się uroczystość przekazania tradycji orężnych formacji piechoty oznaczonych cyfrą "6":
Pułk przyjął tradycje formacji piechoty Wojska Polskiego:
- piechoty wybranieckiej – łanowej (1578-1726)
- 6 Regimentu Pieszego Łanowego Jego Królewskiej Mości i Rzeczypospolitej (1726-1794)
- 6 batalionu Legionów Polskich (1797-1801)
- 6 pułku piechoty Księstwa Warszawskiego (1806-1814)
- 6 pułku piechoty liniowej (1815 – 1831)
- 6 pułku piechoty Legionów Józefa Piłsudskiego (1915-1939)
- 6 Kresowego pułku strzelców pieszych (1940 – 1945)
- 6 Samodzielnej Wileńskiej Brygady Partyzanckiej Armii Krajowej (1943 – 1944)

14 sierpnia 1992, w ramach obchodów na szczeblu POW Święta Wojska Polskiego, w pułku odbyła się uroczystość nadania 6 pułkowi zmechanizowanemu imienia Marszałka Józefa Piłsudskiego i wyróżniającej nazwy „Legionów”. Na uroczystości obecny był minister obrony narodowej dr Janusz Onyszkiewicz z małżonką Joanną − wnuczką Marszałka.
Jako dzień święta pułku obrano dzień 28 lipca – historyczny dzień powstania w 1915 roku 6 pułku piechoty Legionów Polskich i dzień chrztu bojowego 6 pułku piechoty 2 Dywizji Piechoty pod Puławami w 1944.

## Struktura organizacyjna

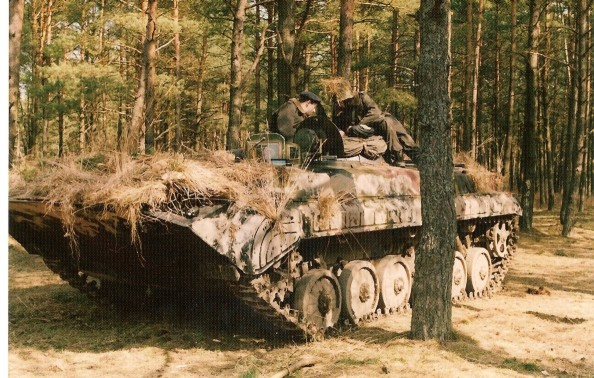
Podstawowy wóz bojowy pułku -(BWP-1)

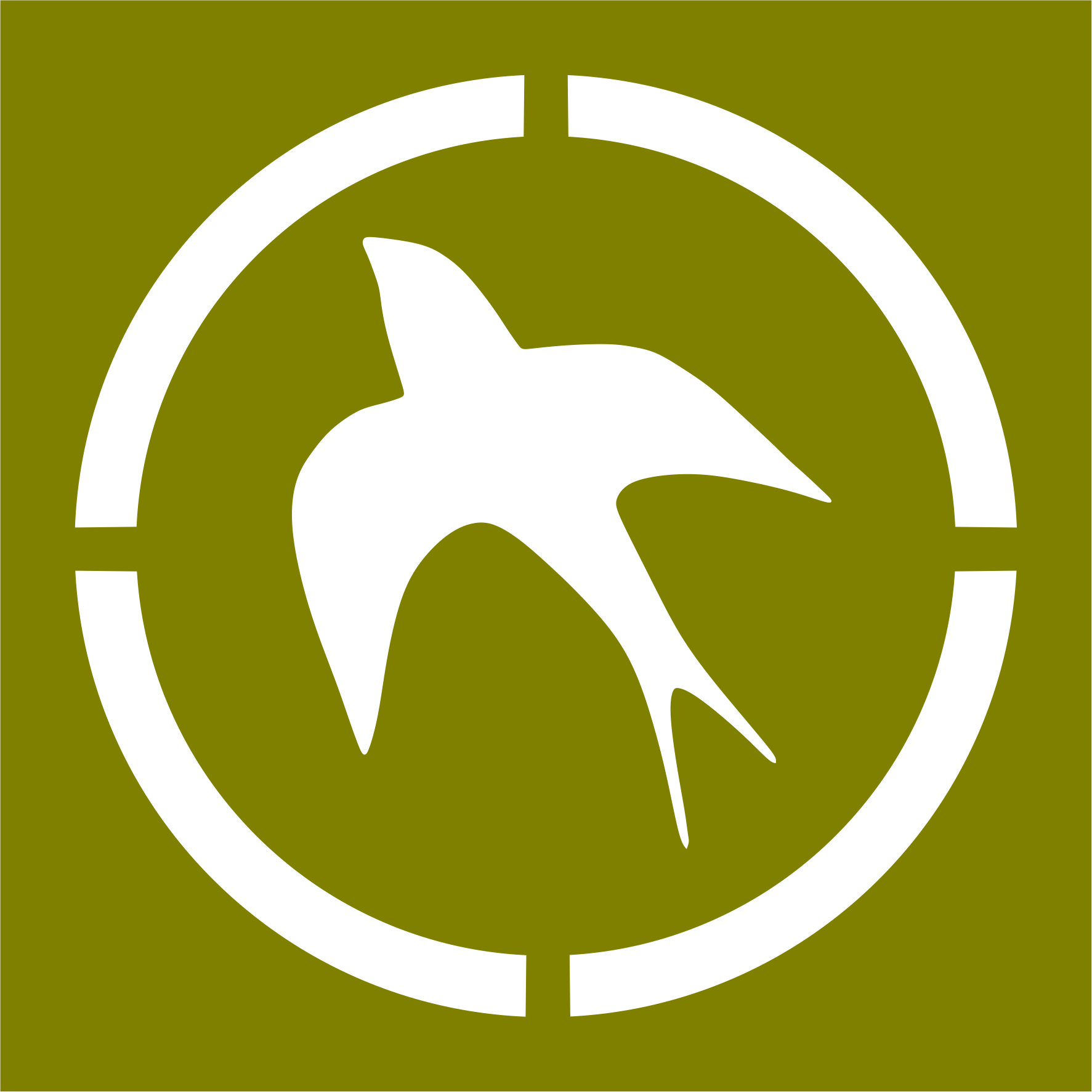
Znak na pojazdach pułku

W tym okresie 6 pz jako jedyna jednostka WP stacjonował w dwóch miejscowościach: Wałcz i Czarne.
W Wałczu stacjonowały:
- Dowództwo i sztab
- kompania łączności
- pluton regulacji ruchu
- 2 bataliony zmechanizowane (w tym batalion szkolny załóg BWP 1)
- dywizjon artylerii samobieżnej
- bateria przeciwpancerna
- kompania rozpoznawcza
- kompania zaopatrzenia
- kompania remontowa
- kompania medyczna
- pluton chemiczny

W Czarnym stacjonowały:
- 2 bataliony czołgów (w tym batalion szkolny załóg czołgów T – 72)
- dywizjon przeciwlotniczy
- kompania saperów

## Dowódcy
- ppłk dypl. Krzysztof Gałkowski (1990 – 1992)
- ppłk Andrzej Gwadera (ostatni)